# 东上官乡
东上官乡是中国陕西省渭南市富平县下辖的一个乡。2011年，东上官乡与华朱乡、窦村镇合并设立城关镇。

## 行政区划
东上官乡下辖以下行政区：
上官村、牛村、皂角村、元良村、余湾村、五星村、北里村、定国村、咀头村、焦村。